# 김명진 (1985년)
김명진(한국 한자: 金明眞, 1985년 3월 23일 ~ )은 대한민국의 전 축구 선수이며, 포지션은 센터백이였다.